# Marc Octavi (edil)
Marc Octavi (en llatí Marcus Octavius CN. F. M. N.) va ser un magistrat romà del segle i aC. Era fill de Gneu Octavi, cònsol l'any 76 aC. Formava part de la gens Octàvia, una antiga família romana d'origen plebeu.
Era amic d'Appi Claudi Pulcre, que va ser cònsol l'any 54 aC, al que va acompanyar a Cilícia i va abandonar la província abans que Appi Claudi, per a ser candidat al càrrec d'edil curul, pel que va ser elegit i que va exercir l'any 50 aC juntament amb Marc Celi. Com que tots dos eren amics de Ciceró, que llavors era procurator a la província romana de Cilícia, van demanar-li que els enviés panteres i els fes un préstec per als Jocs que havien d'organitzar, però Ciceró s'hi va negar.
En esclatar la guerra civil l'any 49 aC, es va posar al costat dels aristòcrates i va ser nomenat junt amb Luci Escriboni Libó comandant de la flota de combat i de càrrega, servint com a llegat a Marc Calpurni Bíbul, comandant suprem de la flota pompeiana. Marc Octavi i Escriboni Libó van fer un bon paper. Van derrotar a Dolabel·la a la costa il·líria i van obligar a Gai Antoni el Jove a rendir-se a l'illa de Curicta. Després Octavi va atacar Salona, a Dalmàcia, però va ser rebutjat amb pèrdues considerables i llavors es va reunir amb Gneu Pompeu a Dirràquium.
Després de la batalla de Farsàlia, com que conservava gran part de la flota, va anar cap a Il·líria amb l'esperança de conquerir-la pel partit pompeià. Al principi va tenir èxit, va lluitar amb Aule Gabini, enviat per Juli Cèsar, i el va derrotar a la costa il·líria, però després va ser expulsat de la regió, l'any 47 aC, per Cornifici i Publi Vatini i va haver de fugir a Àfrica, on el partit pompeià encara era fort. Després de la batalla de Tapsos l'any 46 aC, era a la vora d'Útica i al·legava que tenia el comandament suprem junt amb Cató d'Útica.
No es menciona de nou fins que reapareix 15 anys més tard a la batalla d'Àccium l'any 31 aC quan dirigia junt a Marc Insteu el centre de la flota de Marc Antoni.